# Domenik Hixon
Pour les articles homonymes, voir Hixon.
(en) Statistiques sur pro-football-reference
Domenik Hixon (né le 8 octobre 1984 à Neunkirchen am Potzberg) est un joueur allemand de football américain. Il joue actuellement aux postes de wide receiver et return specialist.

## Enfance
Hixon naît de l'union d'un père américain et d'une mère allemande. Il déménage aux États-Unis où il entre à la Whitehall-Yearling High School près de Columbus dans l'Ohio où il joue dans les équipes de football américain, de basket-ball, de baseball et d'athlétisme. Il côtoie notamment Keiwan Ratliff.

## Carrière

### Université
Il entre à l'université d'Akron où il joue dans l'équipe de football américain des Zips. Il est une des cibles préférés du quarterback Charlie Frye lors de ses trois premières années. Lors de son dernier match universitaire, lors du match du championnat de la conférence MAC, il attrape une passe de Luke Getsy dans les ultimes secondes du match pour permettre à Akron de remporter son premier titre de champion de conférence.

### Professionnel
Domenik Hixon est sélectionné au quatrième tour du draft de la NFL de 2006 par les Broncos de Denver au 130e choix. Il ne joue aucun match de la saison 2006 et entre au cours des quatre premiers matchs de la saison 2007 avant d'être libéré par Denver.
Il signe avec les Giants de New York et finit la saison 2007. Lors du dernier match de la saison, il marque un touchdown en retournant un kickoff de soixante-quatorze yards contre les Patriots de la Nouvelle-Angleterre. Il remporte le Super Bowl XLII avec New York. Lors de la cinquième journée de la saison 2008, il est titularisé au poste de receveur après la suspension de Plaxico Burress pour avoir violé les règles de l'équipe. Pour son premier match, il reçoit quatre passes pour 102 yards et un touchdown. Il conservera ce poste jusqu'à la fin de la saison. En 2009, il retourne à ses postes de kick returner et punt returner où il marque un touchdown sur retour de dégagement (punt).
Le 16 juin 2010, il se blesse gravement à l'entraînement et déclare forfait pour la saison 2010. Le 13 août 2011, il fait son retour sur les terrains lors de la pré-saison contre les Panthers de la Caroline. Le 23 septembre 2011, après être entré au cours de deux matchs, il est déclaré blessé jusqu'à la fin de la saison 2011. Les Giants signe le même jour Michael Clayton.
Le 3 avril 2013, il signe un contrat d'un an avec les Panthers de la Caroline.

## Palmarès
- Seconde équipe de la conférence MAC 2005
- Super Bowl XLII, XLVI